# Namibias Davis Cup-lag
Namibias Davis Cup-lag styrs av Namibias tennisförbund och representerar Namibia i tennisturneringen Davis Cup. Namibia debuterade i sammanhanget år 2000 och har bland annat slutat fyra i Europa-Afrikazonens Grupp III 2004.